# Richard Schiff
Richard Schiff (Bethesda, 27 mei 1955) is een Amerikaans acteur. Hij won voor zijn rol als Toby Ziegler in The West Wing in 2000 een Emmy Award, waarvoor hij ook in 2001 en 2002 werd genomineerd. Samen met de gehele cast won hij zowel in 2001 als 2002 wel een Screen Actors Guild Award.
Schiff trouwde in 1996 met actrice Sheila Kelley, met wie hij een zoon en dochter kreeg.

## Filmografie
*Exclusief televisiefilms
| - Black Panther: Wakanda Forever (2022) - Amerikaanse minister van Buitenlandse Zaken - Shock and Awe (2017) - Anonieme bron - Ted 2 (2015) - Steve - Man of Steel (2013) - Dr. Emil Hamilton - Criminal Minds: Suspect Behavior (2011) - FBI-Director Jack Fickler - Imagine That (2009) - Carl Simons - Ceremonies of the Horsemen (2009) - Lieb - Last Chance Harvey (2008) - Marvin - Martian Child (2007) - Lefkowitz - Waiting (2007) - John - Civic Duty (2006) - FBI Agent Tom Hilary - Ray (2004) - Jerry Wexler - With It (2004) - Virgil LaRocca - People I Know (2002) - Elliot Sharansky - I Am Sam (2001) - Mr. Turner - What's the Worst That Could Happen? (2001) - - Lucky Numbers (2000) - Jerry Green - Forever Lulu (2000) - Jerome Ellsworth - Whatever It Takes (2000) - P.E. Teacher - Gun Shy (2000) - Elliott - Crazy in Alabama (1999) - Norman the Chauffeur - Forces of Nature (1999) - Joe - Living Out Loud (1998) - Phil Francato - Heaven (1998) - Stanner - Dr. Dolittle (1998) - Dr. Gene 'Geno' Reiss - Deep Impact (1998) - Don Biederman - The Lost World: Jurassic Park (1997) - Eddie Carr | - Loved (1997) - Officier van Justitie Steve Waters - Volcano (1997) - Haskins - Touch (1997) - Jerry - Santa Fe (1997) - Alex - Michael (1996) - Italian Waiter - Grace of My Heart (1996) - Audition Record Producer - The Trigger Effect (1996) - Gun Shop Clerk - The Arrival (1996) - Calvin - City Hall (1996) - Larry Schwartz - Se7en (1995) - Mark Swarr - Rough Magic (1995) - Marvin Wiggins - Tank Girl (1995) - Trooper in Trench - Speechless (1994) - Sound Technician - Speed (1994) - Train Driver - Major League II (1994) - Director - The Hudsucker Proxy (1994) - Mailroom Screamer - Ghost in the Machine (1993) - Scanner Technician - My Life (1993) - Young Bill Ivanovich - Skinner (1993) - Eddie - Hoffa (1992) - Government Attorney - The Bodyguard (1992) - Skip Thomas - Malcolm X (1992) - JFK Reporter - The Public Eye (1992) - Thompson Street Photographer - Rapid Fire (1992) - Art Teacher - Stop! Or My Mom Will Shoot (1992) - Gun Clerk - Young Guns II (1990) - Rat Bag - Medium Straight (1989) - Pat Harding - Arena Brains (1987) - Deli Clerk |

## Televisieserie
*Exclusief eenmalige gastrollen
- The Good Doctor - Aaron Glassman (2017-2024)
- NCIS - Harper Dearing (2012, drie afleveringen)
- Burn Notice - Phillip Cowan (2007, drie afleveringen)
- The West Wing - Toby Ziegler (1999-2006, 146 afleveringen)
- Roswell - Agent Stevens (1999, drie afleveringen)
- Relativity - Barry Roth (1996, zes afleveringen)

- Bibsys: 5053294
- Bibliothèque nationale de France: cb15111175n (data)
- Gemeinsame Normdatei: 101389197X
- International Standard Name Identifier: 0000 0000 0501 7216
- Library of Congress Control Number: no2001094111
- Nationale Bibliotheek van Tsjechië: pna2005292252
- Nationale bibliotheek van Australië: 67727412
- Nationale Bibliotheek van Polen: a0000001603691
- Réseau des bibliothèques de Suisse occidentale: 02-A018671938
- SNAC: w6km242m
- Système universitaire de documentation: 174207611
- Virtual International Authority File: 29828699
- WorldCat: E39PBJd3KR3CBt7q4xX77YHt8C